# San Mateo Río Hondo
San Mateo Río Hondo è un comune del Messico, situato nello stato di Oaxaca.